# Gennady Sapunov
Gennady Sapunov (en ruso: Геннадий Андреевич Сапунов; Buriatia, RSFS de Rusia; 5 de diciembre de 1938-Moscú, Rusia; 30 de agosto de 2023) fue un luchador y entrenador ruso de lucha greco-romana que participó en los Juegos Olímpicos y fue campeón mundial.

## Carrera

### Juegos Olímpicos
Participó en los Juegos Olímpicos de México 1968 en la categoría de -63kg, donde venció en la primera ronda a Jan Karlsson de Suecia, en la segunda ronda venció Stevan Horvat de Yugoslavia, en la tercera ronda venció a Klaus Pohl de Alemania Democrática, en la cuarta ronda venció a Vítězslav Mácha de Checoslovaquia y en la quinta ronda perdió ante Petros Galaktopoulos de Grecia, finalizando en sexto lugar.

### Campeonato Mundial
Participó por primera vez en el Campeonato Mundial de Lucha de 1963 en Helsingborg, Suecia en la categoría de -63kg donde ganó la medalla de oro luego de vencer en la final a Imre Polják de Hungría. Dos años después en Tampere, Finlandia gana nuevamente la medalla de oro en la misma categoría luego de vencer en la final a Stevan Horvat de Yugoslavia.
En 1966 en Toledo, España participó en la categoría de -70kg, donde es derrotado por Stevan Horvat de Yugoslavia cobrando revancha de la edición anterior.

### Campeonato Europeo
Ganó la medalla de oro en el Campeonato Europeo de Lucha de 1967 en Estambul, Turquía en la categoría de -70kg venciendo en la final a Eero Tapio de Finlandia.

### Otros logros
Ganó el Torneo Internacional de Budapest de 1962, el Torneo Preolímpico de la Ciudad de México en 1967 y fue campeón nacional de Unión Soviética en 1968.

## Tras el retiro
Luego de retirarse pasó a ser el entrenador de la selección de lucha grecorromana de Unión Soviética de 1979 a 1990.